# Aibė
Unter dem Namen Aibė betreibt die UAB Aibės mažmena eine Einzelhandelsgenossenschaft in Litauen. 2016 gehörten 751 Geschäfte und 168 Handelsunternehmen zu Aibė. Der lettische Zweig firmiert unter dem Namen Aibe und umfasst über 450 Geschäfte und Cafés (1200 Geschäfte in Litauen und Lettland). Das sind zahlenmäßig mehr als bei den Ketten der großen Konkurrenten Maxima LT, Rimi Lietuva, Norfa und IKI – jedoch handelt es sich zumeist um kleinere Geschäfte. Der Marktanteil in Litauen betrug 8,3 %. 2006 betrug der Umsatz der litauischen Sektion 636 Mio. Litas (184,35 Mio. Euro) und der lettischen Sektion 466,1 Mio. Lt, der Umsatz der Gruppe überstieg 2006 erstmals die Milliardengrenze (1,103 Mrd. Litas).

## Geschichte
Im Mai 1999 begann die Handelskette Aibė ihre Tätigkeit. 2002 wurde das Konzept gemeinsam mit lettischen Partnern für Lettland übernommen. 2003 folgte der Zusammenschluss der litauischen Sektion Aibė mit der Kooperative CBA und es erfolgte die Umbenennung zu CBA Aibė.
Litauische Aibė und Lettische Handels-Kooperative Aibe schlossen sich zusammen 2012 zum Baltischen Handelsallianz und haben 900 Geschäfte.
Von Ignas Staškevičius gegründetes Aljansas Aibė (ehemaliges Anakin Invest, gegründet 2009) kaufte Aibė 2011 für 32 Mio. Lt (10 Mio. Euro). Mit Vilniaus prekyba verbundene Gruppe Eva grupė verkaufte 2011 100 % Aktien von Aibės mažmena und verdiente den Gewinn von 2,542 Mio. Lt. Aibės mažmenz kontrollierte 55,73 % Aktien von Aibės logistika.